# Birket Kirke
Birket Kirke ligger lidt syd for landsbyen Birket, ca. 14 km NØ for Nakskov (Region Sjælland). Indtil Kommunalreformen i 2007 lå den i Storstrøms Amt, og indtil Kommunalreformen i 1970 i Lollands Nørre Herred (Maribo Amt).
I sin oprindelse er kirken en langhuskirke opført af teglsten o.1350. Af denne kirke står kun koret med tresidet afslutning. I sengotisk tid o.1500 blev det oprindelige skib nedrevet og det nuværende skib opført. Ved kirken ses Danmarks ældste og bedst bevarede klokkestabel, der har træværk tilbage fra 1300-tallet. Den har dannet baggrund for en klokkestabel opført på Middelaldercentret ved Nykøbing Falster.
Den oprindelige kirke har været forberedt for indbygning af hvælv, men de nuværende hvælv er alle fra o.1500, da kirken blev kraftigt ombygget. I korpartiet afdækkedes i 1900 kalkmalerier fra o.1520, de blev restaureret af Kornerup i 1904. Altertavlen er et maleri fra o.1800, det tillægges J. G Wahl. Prædikestolen stammer fra sidste halvdel af 1700-tallet, den er sammensat af forskellige dele, bl.a. dele fra en prædikestol i renæssance fra begyndelsen af 1600-tallet. I skibets hvælv ses de fire evangelister fremstillet som vingede væsener, de stammer formodentlig fra nyere tid.
Kirkens døbefont er en gotlandsk kalkstensfont fra o.1200, på den ottekantede kumme ses fabeldyr.

## Galleri
- Klokkestablen ved Birket Kirke er Danmarks ældste.
- Døbefonten.
- Midterskibet i kirken.
- Kirke og klokkestabel i snevejr.